# Oostenrijk op de Olympische Winterspelen 1968
Tijdens de Olympische Winterspelen van 1968, die in Grenoble (Frankrijk) werden gehouden, nam Oostenrijk voor de 4 keer deel.

## Medailleoverzicht
| Sport          | Olympiër                                                   | Discipline         | Medaille |
| -------------- | ---------------------------------------------------------- | ------------------ | -------- |
| Alpineskiën    | Olga Pall                                                  | afdaling (v)       | Goud     |
| Kunstrijden    | Wolfgang Schwarz                                           | mannen             | Goud     |
| Rodelen        | Manfred Schmid                                             | mannen             | Goud     |
| Alpineskiën    | Herbert Huber                                              | slalom (m)         | Zilver   |
| Bobsleeën      | Erwin Thaler Reinhold Durnthaler Herbert Gruber Josef Eder | 4-mansbob (m)      | Zilver   |
| Rodelen        | Manfred Schmid Ewald Walch                                 | dubbel             | Zilver   |
| Schansspringen | Reinhold Bachler                                           | normale schans (m) | Zilver   |
| Alpineskiën    | Alfred Matt                                                | slalom (m)         | Brons    |
| Alpineskiën    | Heini Meßner                                               | reuzenslalom (m)   | Brons    |
| Alpineskiën    | Christl Haas                                               | afdaling (v)       | Brons    |
| Schansspringen | Baldur Preiml                                              | normale schans (m) | Brons    |

## Deelnemers en resultaten

### Alpineskiën
| Olympiër          | Discipline       | Resultaat | Prestatie                       |
| ----------------- | ---------------- | --------- | ------------------------------- |
| Werner Bleiner    | reuzenslalom (m) | dq-2      | diskwalificatie run 2           |
| Herbert Huber     | slalom (m)       | Zilver    | 1.39,82 (+0,09) 50,06+49,76     |
| Alfred Matt       | slalom (m)       | Brons     | 1.40,09 (+0,36) 49,68+50,41     |
| Heini Meßner      | afdaling (m)     | 4e        | 2.01,03 (+1,18)                 |
| Heini Meßner      | reuzenslalom (m) | Brons     | 3.31,83 (+2,55) 1.45,16+1.46,67 |
| Heini Meßner      | slalom (m)       | 14e       | 1.44,15 (+4,42)                 |
| Gerhard Nenning   | afdaling (m)     | 9e        | 2.02,31 (+2,46)                 |
| Gerhard Nenning   | reuzenslalom (m) | 8e        | 3.33,61 (+4,33) 1.46,47+1.47,14 |
| Karl Schranz      | afdaling (m)     | 5e        | 2.01,89 (+2,04)                 |
| Karl Schranz      | reuzenslalom (m) | 6e        | 3.33,08 (+3,80) 1.45,28+1.47,80 |
| Karl Schranz      | slalom (m)       | dq-2      | diskwalificatie run 2           |
| Egon Zimmermann   | afdaling (m)     | 13e       | 2.02,55 (+2,70)                 |
|                   |                  |           |                                 |
| Gertrud Gabl      | afdaling (v)     | 12e       | 1.43,97 (+3,10)                 |
| Gertrud Gabl      | reuzenslalom (v) | 9e        | 1.56,85 (+4,88)                 |
| Gertrud Gabl      | slalom (v)       | dnf-1     | opgave run 1                    |
| Christl Haas      | afdaling (v)     | Brons     | 1.41,41 (+0,54)                 |
| Lisi Pall         | reuzenslalom (v) | 27e       | 2.00,91 (+8,94)                 |
| Olga Pall         | afdaling (v)     | Goud      | 1.40,87                         |
| Olga Pall         | reuzenslalom (v) | 5e        | 1.55,61 (+3,64)                 |
| Olga Pall         | slalom (v)       | 9e        | 1.31,11 (+5,25)                 |
| Bernadette Rauter | slalom (v)       | 8e        | 1.30,44 (+4,58) 43,34+47,10     |
| Brigitte Seiwald  | afdaling (v)     | 4e        | 1.41,82 (+0,95)                 |
| Brigitte Seiwald  | reuzenslalom (v) | 11e       | 1.57,26 (+5,29)                 |
| Brigitte Seiwald  | slalom (v)       | 24e       | 1.41,29 (+15,43)                |

### Biatlon
| Olympiër                                                 | Discipline             | Resultaat | Prestatie                                                                             |
| -------------------------------------------------------- | ---------------------- | --------- | ------------------------------------------------------------------------------------- |
| Paul Ernst                                               | 20 km (m)              | 40e       | 1:31.47,9 (+18.02,0) pen.: 6                                                          |
| Horst Schneider                                          | 20 km (m)              | 47e       | 1:33.49,6 (+20.03,7) pen.: 9                                                          |
| Adolf Scherwitzl                                         | 20 km (m)              | 50e       | 1:34.21,7 (+20.35,8) pen.: 4                                                          |
| Franz Vetter                                             | 20 km (m)              | 56e       | 1:36.25,0 (+22.39,1) pen.: 20                                                         |
| Paul Ernst Adolf Scherwitzl Horst Schneider Franz Vetter | 4x7,5 km estafette (m) | 11e       | 2:33.47,1 (+20.44,7) pen.: 10 (1 / 0 / 1 / 8) (37.46,2 / 37.20,0 / 38.04,0 / 40.36,9) |

### Bobsleeën
| Olympiër                                                   | Discipline                  | Resultaat | Prestatie                                               |
| ---------------------------------------------------------- | --------------------------- | --------- | ------------------------------------------------------- |
| Erwin Thaler Reinhold Durnthaler                           | 2-mansbob (m) Oostenrijk I  | 4e        | 4.45,13 (+3,59) (1.11,27 / 1.11,26 / 1.10,72 / 1.11,88) |
| Max Kaltenberger Fritz Dinkhauser                          | 2-mansbob (m) Oostenrijk II | 8e        | 4.46,63 (+5,09) (1.11,34 / 1.12,15 / 1.11,00 / 1.12,14) |
| Erwin Thaler Reinhold Durnthaler Herbert Gruber Josef Eder | 4-mansbob (m) Oostenrijk I  | Zilver    | 2.17,48 (+0,09) (1.10,08 / 1.07,40)                     |
| Manfred Hofer Hans Ritzl Fritz Dinkhauser Karl Pichler     | 4-mansbob (m) Oostenrijk II | 13e       | 2.20,02 (+2,63)                                         |

### Kunstrijden
| Olympiër                         | Discipline | Resultaat | Prestatie                |
| -------------------------------- | ---------- | --------- | ------------------------ |
| Wolfgang Schwarz                 | mannen     | Goud      | pc. 13,0; 1904,1 punten  |
| Emmerich Danzer                  | mannen     | 4e        | pc. 29,0; 1873,0 punten  |
| Günter Anderl                    | mannen     | 23e       | pc. 193,0; 1574,7 punten |
| Beatrix Schuba                   | vrouwen    | 5e        | pc. 51,0; 1773,2 punten  |
| Elisabeth Mikula                 | vrouwen    | 18e       | pc. 164,0; 1612,5 punten |
| Liesl Nestler                    | vrouwen    | 23e       | pc. 208,0; 1562,6 punten |
| Evelyne Schneider Wilhelm Bietak | paarrijden | 15e       | pc. 129,0; 272,2 punten  |

### Langlaufen
| Olympiër                                                   | Discipline            | Resultaat | Prestatie                                                    |
| ---------------------------------------------------------- | --------------------- | --------- | ------------------------------------------------------------ |
| Walter Failer                                              | 15 km (m)             | 51e       | 54.12,5 (+6.18,3)                                            |
| Hansjörg Farbmacher                                        | 30 km (m)             | 50e       | 1:49.43,3 (+14.04,1)                                         |
| Andreas Janc                                               | 15 km (m)             | 31e       | 51.29,8 (+3.35,6)                                            |
| Andreas Janc                                               | 50 km (m)             | 13e       | 2:32.32,2 (+3.46,4)                                          |
| Ernst Pühringer                                            | 15 km (m)             | 47e       | 53.23,0 (+5.28,8)                                            |
| Ernst Pühringer                                            | 30 km (m)             | 38e       | 1:44.51,0 (+9.11,8)                                          |
| Franz Vetter                                               | 30 km (m)             | 40e       | 1:45.11,2 (+9.32,0)                                          |
| Franz Vetter                                               | 50 km (m)             | 34e       | 2:43.51,1 (+15.05,3)                                         |
| Heinrich Wallner                                           | 15 km (m)             | 42e       | 52.53,6 (+4.59,4)                                            |
| Heinrich Wallner Franz Vetter Ernst Pühringer Andreas Janc | 4x10 km estafette (m) | 13e       | 2:22.29,4 (+13.55,9) (35.42,2 / 35.02,6 / 36.25,2 / 35.19,4) |

### Noordse combinatie
| Olympiër              | Discipline | Resultaat | Prestatie                                     |
| --------------------- | ---------- | --------- | --------------------------------------------- |
| Ulli Öhlböck          | mannen     | 32e       | 358,00 punten schans: 168,8 p 15 km: 189,20 p |
| Waldemar Heigenhauser | mannen     | 34e       | 356,69 punten schans: 197,2 p 15 km: 159,49 p |
| Helmut Voggenberger   | mannen     | 35e       | 341,97 punten schans: 181,9 p 15 km: 160,07 p |

### Rodelen
| Olympiër                        | Discipline | Resultaat | Prestatie                               |
| ------------------------------- | ---------- | --------- | --------------------------------------- |
| Manfred Schmid                  | mannen     | Goud      | 2.52,48 (57,16 / 57,73 / 57,59)         |
| Josef Feistmantl                | mannen     | 5e        | 2.53,57 (+1,09) (57,78 / 58,06 / 57,73) |
| Helmut Thaler                   | mannen     | 14e       | 2.56,05 (+3,57)                         |
| Peter Kretauer                  | mannen     | dq        | diskwalificatie                         |
| Leni Thurner                    | vrouwen    | 9e        | 2.30,50 (+1,84)                         |
| Marlene Korthals                | vrouwen    | 10e       | 2.31,33 (+2,67)                         |
| Elfriede Wäger                  | vrouwen    | 15e       | 2.34,41 (+5,75)                         |
| Manfred Schmid Ewald Walch      | dubbel     | Zilver    | 1.36,34 (+0,49) (48,16 / 48,18)         |
| Josef Feistmantl Wilhelm Biechl | dubbel     | 7e        | 1.38,11 (+2,26) (48,81 / 49,30)         |

### Schaatsen
| Olympiër         | Discipline   | Resultaat | Prestatie         |
| ---------------- | ------------ | --------- | ----------------- |
| Otmar Braunecker | 500 m (m)    | 26e       | 42,1 (+1,8)       |
| Otmar Braunecker | 1500 m (m)   | 39e       | 2.14,4 (+11,0)    |
| Erich Korbel     | 1500 m (m)   | 44e       | 2.15,7 (+12,3)    |
| Erich Korbel     | 5000 m (m)   | 37e       | 8.20,8 (+58,4)    |
| Hermann Strutz   | 1500 m (m)   | 40e       | 2.14,8 (+11,4)    |
| Hermann Strutz   | 5000 m (m)   | 16e       | 7.53,3 (+30,9)    |
| Hermann Strutz   | 10.000 m (m) | 17e       | 16.24,9 (+1.01,3) |

### Schansspringen
| Olympiër          | Discipline         | Resultaat | Prestatie                 |
| ----------------- | ------------------ | --------- | ------------------------- |
| Reinhold Bachler  | normale schans (m) | Zilver    | 214,2 punten (77,5+76,0m) |
| Reinhold Bachler  | grote schans (m)   | 6e        | 210,7 punten (98,5+95,0m) |
| Max Golser        | normale schans (m) | 36e       | 186,0 punten (74,0+65,0m) |
| Max Golser        | grote schans (m)   | 22e       | 190,4 punten (95,0+91,5m) |
| Sepp Lichtenegger | normale schans (m) | 29e       | 193,1 punten (72,5+70,0m) |
| Sepp Lichtenegger | grote schans (m)   | 28e       | 184,6 punten (91,0+91,0m) |
| Baldur Preiml     | normale schans (m) | Brons     | 212,6 punten (80,0+72,5m) |
| Baldur Preiml     | grote schans (m)   | 48e       | 152,3 punten (80,5+87,0m) |

### IJshockey
| Olympiër | Discipline | Resultaat | Prestatie |
| --- | ---------- | --------- | --- |
| Karl Pregl Gerd Schager Josef Mössmer Gerhard Felfernig Hermann Erhart Gerhard Hausner Franz Schilcher Heinz Schupp Walter König Josef Schwitzer Heinz Knoflach Josef Puschnig Klaus Weingärtner Klaus Kirchbaumer Dieter Kalt Günter Burghard Paul Samonig Adelbert St. John | mannen     | 13e       | B-groep (9e-14e plaats): 2 - 3 Oostenrijk - Roemenië 0 - 6 Oostenrijk - Joegoslavië 5 - 2 Oostenrijk - Frankrijk 4 - 5 Oostenrijk - Noorwegen 1 - 11 Oostenrijk - Japan |

Argentinië · Australië · Bondsrepubliek Duitsland · Bulgarije · Canada · Chili · Denemarken · Duitse Democratische Republiek · Finland · Frankrijk · Griekenland · Groot-Brittannië · Hongarije · IJsland · India · Iran · Italië · Japan · Joegoslavië · Libanon · Liechtenstein · Marokko · Mongolië · Nederland · Nieuw-Zeeland · Noorwegen · Oostenrijk · Polen · Roemenië · Sovjet-Unie · Spanje · Tsjecho-Slowakije · Turkije · Verenigde Staten · Zuid-Korea · Zweden · Zwitserland